# برای آخرین بار (ترانه آریانا گرانده)
«برای آخرین بار» (انگلیسی: One Last Time) ترانه‌ای ضبط‌شده از خواننده آمریکایی آریانا گرانده برای دومین آلبوم استودیویی‌اش همه‌چیز من (۲۰۱۴). این ترانه توسط دیوید گتا استیون کچا، جورجیو توین‌فورت، رامی یعقوب و کارل فاک نوشته شده‌است. «برای آخرین بار» برای نخستین بار در ۲۲ اوت ۲۰۱۴ در آی‌تیونز استور به عنوان دومین تک‌آهنگ تبلیغاتی از آلبوم منتشر شد. در ۱۰ فوریه ۲۰۱۵، این ترانه به عنوان پنجمین و آخرین تک‌آهنگ از آلبوم، توسط ریپابلیک رکوردز به رادیو هیت معاصر فرستاده شد.
گرانده در ۱ فوریه ۲۰۱۵ این ترانه را برای نخستین بار در برنامه امشب با اجرای جیمی فلن اجرا کرد. در ۴ ژوئن ۲۰۱۷، گرانده با دیگر هنرمندان «برای آخرین بار» را به عنوان بخشی از فینال وان لاو منچستر، یک کنسرت سودمند برای قربانیان بمب‌گذاری ۲۰۱۷ منچستر آرنا اجرا کرد.